# Streptophyta
Streptophyta (грец. strepto — «покручений») — високорівневий таксон (інфрацарство чи відділ) царства зелених рослин (Viridiplantae). 
Об'єднує наземних рослин (= Embryophyta) і близькоспоріднених із ними водоростей (зигнематофіцієвих, харофіцієвих, Coleochaetophyceae та Klebsormidiophyceae, Chlorokybophyceae, Mesostigmatophyceae).

## Систематика
Інфрацарство Streptophyta:
- Надвідділ Charophyta
  - Відділ Charophyta
    - Клас Charophyceae
    - Клас Chlorokybophyceae
    - Клас Coleochaetophyceae
    - Клас Conjugatophyceae
    - Клас Klebsormidiophyceae
    - Клас Mesostigmatophyceae
- Надвідділ Embryophyta
  - Відділ Anthocerotophyta
  - Відділ Bryophyta
  - Відділ Marchantiophyta
  - Відділ Tracheophyta